# Alekszandr Petrovics Oszminyin
Alekszandr Petrovics Oszminyin (oroszul: Александр Петрович Осминин, 1981. november 19. –) - orosz zongoraművész, a világ számos országában ad koncerteket.

## Életrajz
Alekszandr Oszminyin Moszkvában született. 1988-tól 1997-ig járt zeneiskolába, de már 5 évesen, 1986-ban felfigyeltek különleges tehetségére. Első tanára, a későbbi zongoraművész Inyessza Venyiaminovna Antipko volt.
1997 és 2000 között a Moszkvai Csajkovszkij Zeneművészeti Főiskolán tanult.
2005-ben diplomázott a Moszkvai Állami Konzervatóriumban, ahol a kimagasló Eliszo Virszaladze osztályába járhatott, majd tovább képezte magát ugyanebben az intézményben.

## Repertoár
Repertoárja széles körű, kiterjed a legrégebbi valamint a kortárs zeneszerzők műveire: Domenico Scarlattitól Bachon keresztül egészen Stravinsky és Hindemith művekig.
Repertoárjának központja viszont Mozart, Beethoven, Chopin, Schubert, Schumann, Brahms, Liszt, Muszorgszkij, Csajkovszkij, Prokofjev és Rachmaninov.

## Munkássága
Világszerte ad koncerteket. 2009-ben például Olaszország számos városába ellátogatott, több mint 10 előadása volt. 
A következő országokban lépett már fel, csak hogy a legfontosabbakat említsük: Amerikai Egyesült Államok, Japán, Franciaország, Ausztria, Svédország, Norvégia, Németország, Svájc, Portugália, Románia és több orosz város, mint Moszkva, Szentpétervár, Perm, Togliatti, Irkutszk, Arhangelszk, Murmanszk, Krasznojarszk.
Elmondása szerint: Az összes külföldi turnéim közül a legfontosabb számomra a párizsi Salle Cortot (2008) és a müncheni Gasteigbéli szóló koncertem.
Még érdemes megemlíteni a korábbi Szovjetunió országaiban történt fellépéseket: Ukrajna, Grúzia, Azerbajdzsán és Kazahsztán.

## Zenekarok, kamarazenék
Szóló zongoraművészként Alekszandr több zenekarral is kapcsolatban van. 2005-ben, 2006-ban és 2007-ben koncerteket adott a Moszkvai Konzervatórium hangversenytermében az Új Orosz Zenekarral Jurij Basmet vezényletével.
Másik fontos ága a művészetének a kamarazene. Gyakran játszik különböző kamarazenekarokban többek között Natalja Gutmannal, Eliszo Virszaladzével, Alekszandr Buzlovval, Andrej Baranovval, Jevgenyij Petrovval. Éveken keresztül dolgozott együtt a tehetséges hegedűművésszel, F. Beluginnal. Közös CD-jük is született, melyen Franck, Schumann és Brahms művei hallhatók.

## Versenyek
Több nemzetközi versenyen vett részt, ill. Szerezte meg az első helyet:
- 2010, első díj, Nagyszeben, Románia. A Carl Filtsch Verseny Romániában
- 2008, első díj, Katrineholm, Svédország. 5-dik Svéd Nemzetközi Duo Verseny[14] (Fjodor Beluginnal együtt)[15]
- 2008, első díj, Pordenone, Olaszország. Luciano Gante Nemzetközi Zongoraverseny
- 2008, 6 hely, Moszkva, Oroszország. A Sviatoslav Richter Nemzetközi Zongoraverseny[16][17]
- 2007, közönségdíj, Szendai, Japán. 3-dik Szendai Nemzetközi Zongoraverseny
- 2001, döntős, Tbiliszi, Grúzia. 2-dik Tbiliszi Nemzetközi Zongoraverseny[18]

## Fesztiválok
Versenyek mellett több nemzetközi fesztivál résztvevője:
- Animato Párizsban[19][20]
- Julita Festival Svédországban[21]
- Classical Music Festival Portóban, Portugália
- S. Richter Zenei Fesztivál Taruszában, Kalugai terület, Oroszország[22]
- Oleg Kagan nevét viselő fesztivál Moszkvában[23][24]

## Külső hivatkozások
- Official Youtube channel
- Alexander Osminin on InstantEncore
- Alexander Osminin on ClassicalConnect
- Alexander Osminin on The Cliveland International piano Competition[halott link]
- Alexander Osminin on The Richter International Piano competition
- Alexander Osminin on The Sendai International Music Competition
- Official website of the Moscow State Concervatory. Alexander Osminin
- Carl Filtsch International Competition official website